# Aleksandar Kovacevic
Aleksandar Kovacevic (en serbe : Александар Ковачевић / Aleksandar Kovačević), né le 29 août 1998 à New York, est un joueur de tennis professionnel américain depuis 2021, classé à la 62e place mondiale à l'ATP en juillet 2025.

## Biographie
Aleksandar Kovacevic est né à New York, plus précisément dans l'Upper West Side (le quartier nord-ouest de l'arrondissement de Manhattan) tout près de Central Park,.
Il passe toute son enfance à New York éduqué par son père, Milan Kovacevic et sa mère Milanka Kovacevic. Milan d'origine serbe est né à Belgrade. Il est ingénieur informatique. Milanka est quant à elle originaire de Bosnie-Herzégovine, de Travnik précisément, et travaille comme physiothérapeute. Ses deux parents ont aussi été joueurs professionnels de tennis de table et c'est lors d'un tournoi junior qu'il se sont rencontrés. En 1998, ils émigrent aux États-Unis peu de temps avant la naissance d'Aleksandar, suite à un travail décroché par Milan à l'université de Columbia,,,.
À l'âge de 5 ans, il frappe ses premières balles à Central Park avec ses parents. Il intègre ensuite le USTA Billie Jean King National Tennis Center. À 11 ans, lors d'une journée de détection, il est choisi par John McEnroe en personne parmi un groupe de 200 jeunes pour intégrer la John McEnroe Tennis Academy. Il a même frappé quelques balles avec ce dernier et Andy Roddick, joueur numéro un américain de l'époque, à l'occasion d'un match du World Team Tennis à New York en 2010. Il est alors cornaqué par le directeur de l'académie de l'époque, Gilad Bloom, un ancien joueur de tennis israélien classé 61e à l'ATP à son meilleur. Il fut ensuite entraîné quelque temps par McEnroe, qui même après leur séparation, a gardé et garde toujours un regard particulier envers la carrière d'Aleksandar.
Encore adolescent il quitte New York pour aller s'entraîner à Boca Raton en Floride grâce à une bourse obtenue par Rick Macci, en charge du programme de développement des joueurs de l'USTA, qui a eu vent de ses qualités,. Kovacevic y habite et s'y entraîne toujours. Il est d'ailleurs un ami proche de Tommy Paul et Frances Tiafoe qui y résident également.

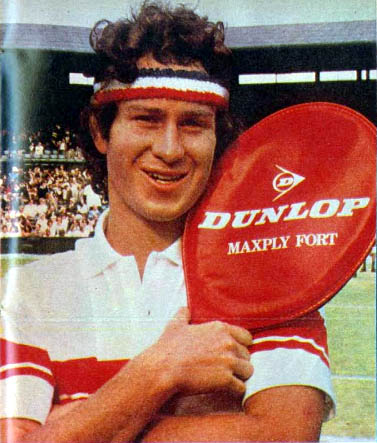
Une des légendes du jeu, John McEnroe, a été l'un de ses entraîneurs.

En 2016, en âge de rentrer à l'université, il est admis à celle de l'Illinois. Aleksandar y poursuit un Bachelor's degree en finance dont il sort diplômé en 2021. En parallèle de ses études, il rejoint l'équipe universitaire de tennis. Il est entraîné alors par Brad Dancer, l'entraîneur en chef de toute l'équipe. Lors de ses deux premières années il n'est sélectionné qu'en numéro quatre de l'équipe. Mais lors des années suivantes il grimpe dans la hiérarchie grâce à ses résultats et devient le numéro un de l'équipe. Il est notamment récompensé par deux fois de la distinction ITA All-American et devient en 2019 le premier joueur de l'université de l'Illinois à atteindre les demi-finales du tournoi de tennis en simple de la NCAA (tournoi universitaire américain) depuis Kevin Anderson en 2007,,,.
C'est cette même année, en 2021, qu'Aleksandar Kovacevic décide de passer professionnel, à l'âge de 22 ans.

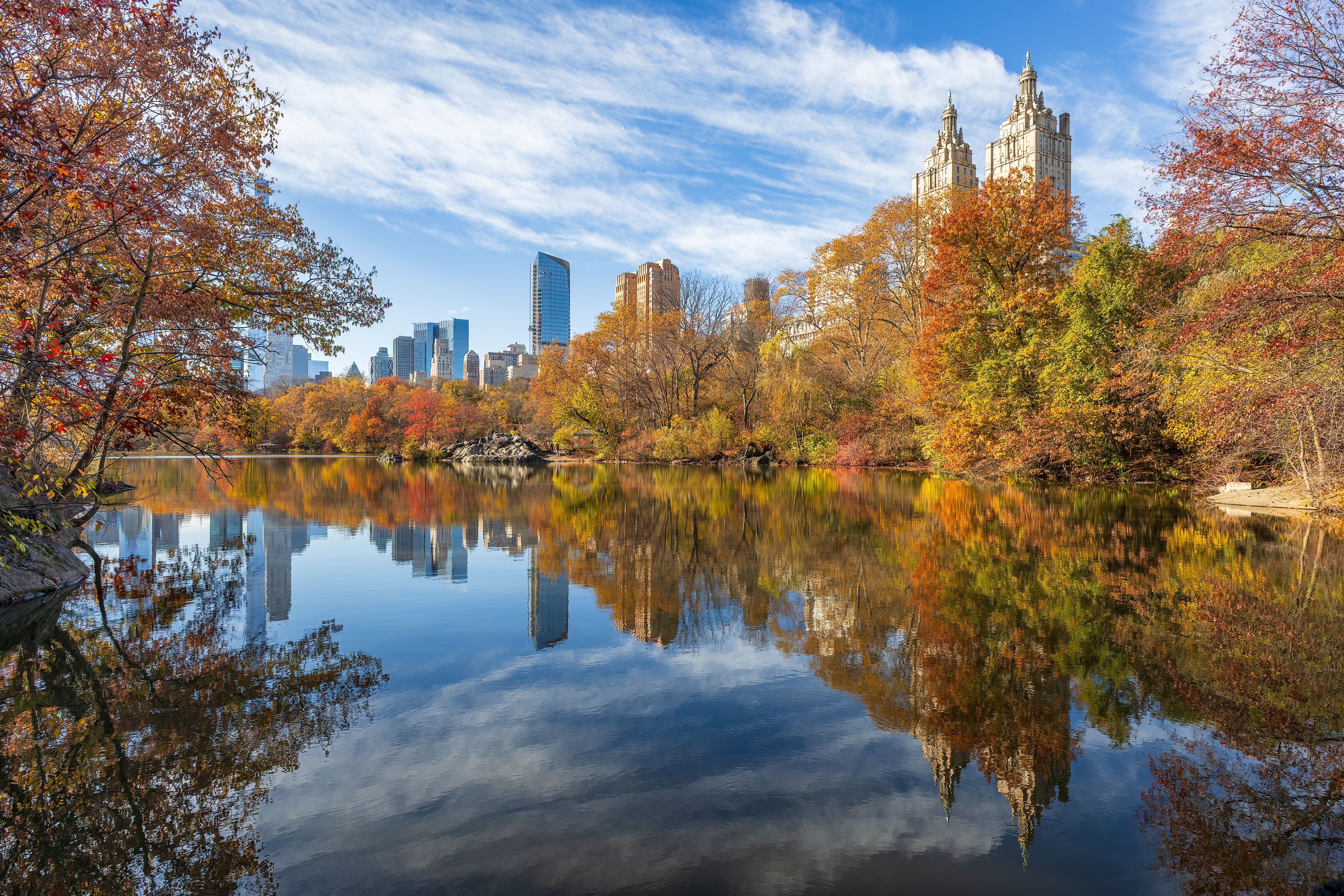
Central Park, où Aleksandar commença le tennis, à cinq minutes à pied de chez ses parents.

## Carrière

### 2021-2022: Premières années professionnelles, top 160
Lors de sa première saison chez les professionnels, en 2021, Kovacevic atteint les demi-finales des Challenger de Cleveland et Las Vegas. Il reçoit une invitation pour les qualifications de l'US Open où il échoue aux portes du tableau principal malgré six balles de match contre l'italien Marco Trungelliti lors de l'ultime tour qualificatif.
En 2022, il dispute trois autres demi-finales sur le continent nord-américain ainsi qu'une finale au Challenger d'Indianapolis où il rate à nouveau six balles de titre contre le Chinois Yibing Wu. Il se révèle aux yeux du grand public à l'occasion du tournoi ATP 250 de Séoul. Repêché des qualifications, il accède aux demi-finales après avoir éliminé le Serbe Miomir Kecmanović, le Taïwanais Tseng Chun-hsin puis son compatriote Mackenzie McDonald avant de chuter en trois sets face au futur vainqueur Yoshihito Nishioka (3-6, 6-4, 3-6). Grâce à ce parcours exceptionnel compte tenu de son classement à l'entrée du tournoi, il fait un saut de 55 places : allant de la 222e place à la 167e place à l'issue du tournoi.

### 2023-2024: Premières participations en Masters 1000 et Grand Chelems, entrée dans le top 80

#### 2023: Première victoire en Masters 1000 et premier succès face au top 15, aux portes du top 100
En 2023, Aleksandar poursuit sa progression au classement grâce à de nombreuses victoires au niveau Challenger. Il s'impose d'abord en février à Cleveland contre Yibing Wu contre qui il avait perdu douloureusement en finale d'Indianapolis l'année précédente. Puis à Waco au Texas, la première semaine de mars, lui permettant d'obtenir le précieux sésame qu'est une wildcard pour le tableau final du Masters 1000 d'Indian Wells la semaine suivante. Pour cette première participation en Masters 1000 de sa carrière, il hérite de son compatriote Marcos Giron, également issu du cursus universitaire. Il est défait en deux sets 3-6, 5-7.
C'est aussi à ce moment que Kovacevic étoffe son équipe : entraîné par son père (Milan Kovacevic) depuis ses débuts pro, il travaille dorénavant en parallèle avec Brian Garber et Dean Goldfine,. Ce dernier travaillant également avec le grand espoir du tennis américain Ben Shelton. Il a été également l'entraîneur de joueurs de renom comme Aaron Krickstein, Todd Martin ou encore Andy Roddick,.
Deux semaines plus tard il dispute le grand tableau du Masters 1000 de Miami après avoir été repéché suite a sa défaite au deuxième tour des qualifs contre son ancien coéquipier de l'équipe universitaire de l'Illinois, l'Australien Aleksandar Vukic. Il joue au premier tour l'Espagnol Jaume Munar et réussit à s'imposer dans un match accroché en trois sets 7-64, 2-6, 6-1. Kovacevic décroche ainsi sa toute première victoire dans un tournoi majeur. Il s'incline au deuxième tour contre le futur quart de finaliste, l'Argentin Francisco Cerúndolo en deux manches. Il atteint alors son meilleur classement, 101e mondial.
C'est cette même année, en 2023, qu'il dispute pour la première fois la tournée sur terre battue européenne. Fin avril, il arrive notamment à se qualifier pour le tableau final du M1000 de Madrid mais perd au premier tour contre le Serbe Hamad Medjedović.

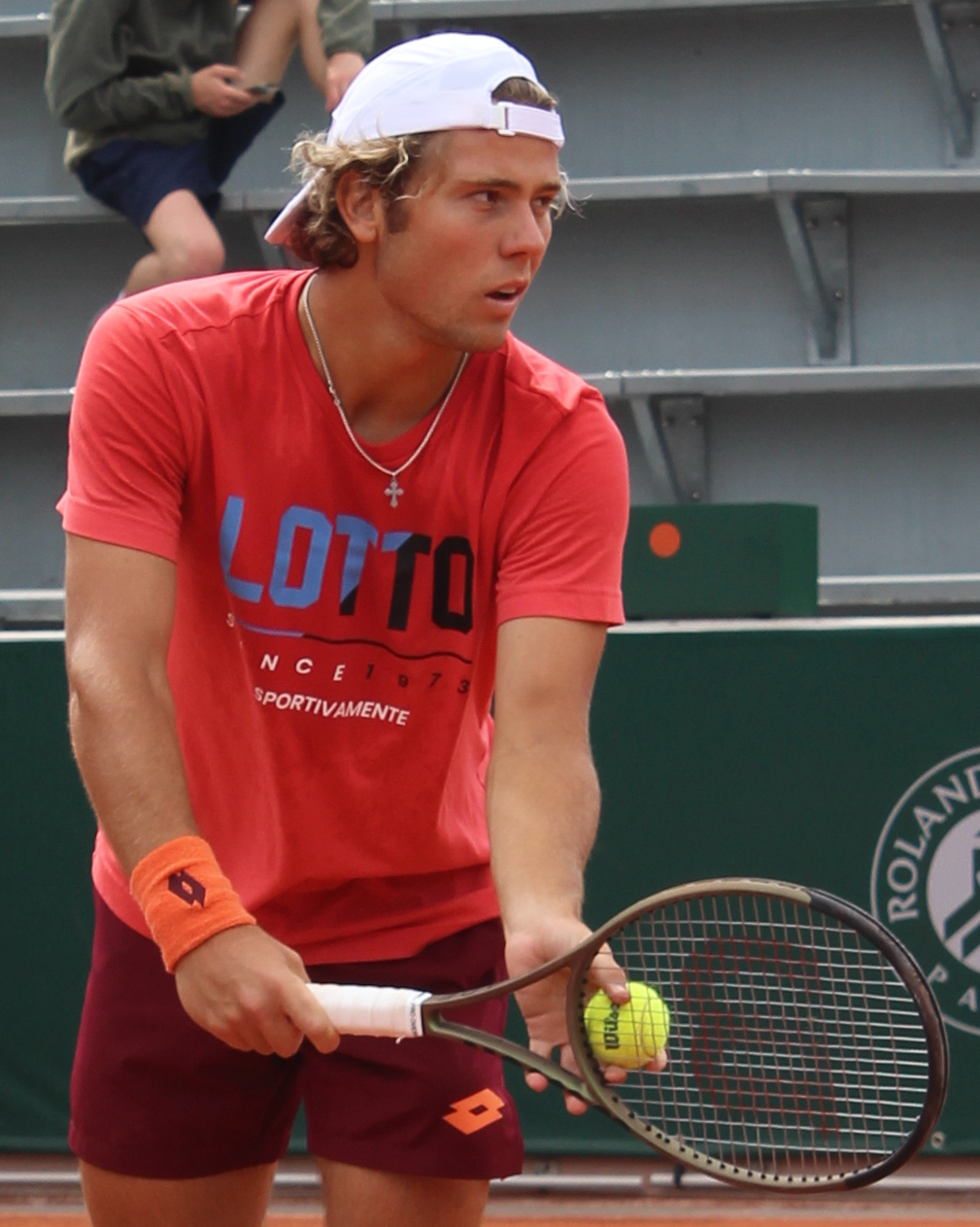
Aleksandar Kovacevic aux Internationaux de France 2023.

Grâce à son nouveau classement acquis, Aleksandar rentre tout juste dans la liste des entrants directs au grand tableau de Roland-Garros, Porte d'Auteuil. C'est alors la toute première fois qu'il dispute le tableau final d'un Grand Chelem, sésame ultime de tout joueur de tennis professionnel. Le tirage au sort le fait affronter rien moins que Novak Djoković, son idole étant enfant !,, Kovacevic s'incline très logiquement en trois manches bien qu'il offre une belle résistante dans la dernière puisqu'il arrive à pousser le serbe au jeu décisif. Il perd le match sur le score de 3-6, 2-6, 61-7. Après la terre, il participe à la saison sur gazon pour une première fois également. Il est engagé dans les qualifications de Wimbledon et parvient à se hisser jusqu'au troisième et dernier tour qualificatif au meilleur des cinq manches. Malgré un premier set remporté aisément, il s'incline en quatre manches contre le Français Enzo Couacaud et 158e mondial (6-2, 4-6, 65-7, 65-7).
Mi-juillet, il quitte l'Europe pour disputer Newport, dernier tournoi sur gazon du calendrier sur la côte est américaine. Il est sèchement battu par l'Australien et spécialiste de la surface Jordan Thompson (0-6, 1-6).
Début août Kovacevic prend la direction du Mexique où il s'est engagé au tournoi de Los Cabos en catégorie 250. Ce tournoi marque le début de la tournée sur ciment américain qui abouti début septembre à l'US Open. Il hérite au premier tour de son compatriote, classé 403e à l'ATP, Omni Kumar dont il dispose assez facilement sur le score de 6-2, 7-5. Au deuxième tour il affronte la tête de série numéro deux du tournoi et 13e joueur mondial, le Britannique Cameron Norrie. Au terme d'un gros combat de 2 heures et 57 minutes il s'impose en trois sets 5-7, 7-67, 6-4. Aleksandar décroche ainsi sa toute première victoire face à un membre du top 15 mondial. En quart de finale il s'incline finalement contre Dominik Köpfer, gaucher allemand et ancien joueur de l'Université Tulane en Louisiane, en deux manches (4-6, 5-7).

Kovacevic dispute fin août pour une troisième fois les qualifications de l'US Open. Il échoue encore à se qualifier, cette fois ci au stade du deuxième tour contre un compatriote : Eliot Spizzirri, invité par le tournoi. Après cela, il part disputer des tournois en Asie en commençant par le Masters 1000 de Shanghai début octobre, qui fait son grand retour depuis 2019 en raison de la crise sanitaire du covid-19. Il parvient à se qualifier et dispute ainsi son troisième grand tableau de Masters 1000. Il est battu au premier tour par le joueur chilien ex 17e mondial Cristian Garín en deux sets (4-6, 610-7).

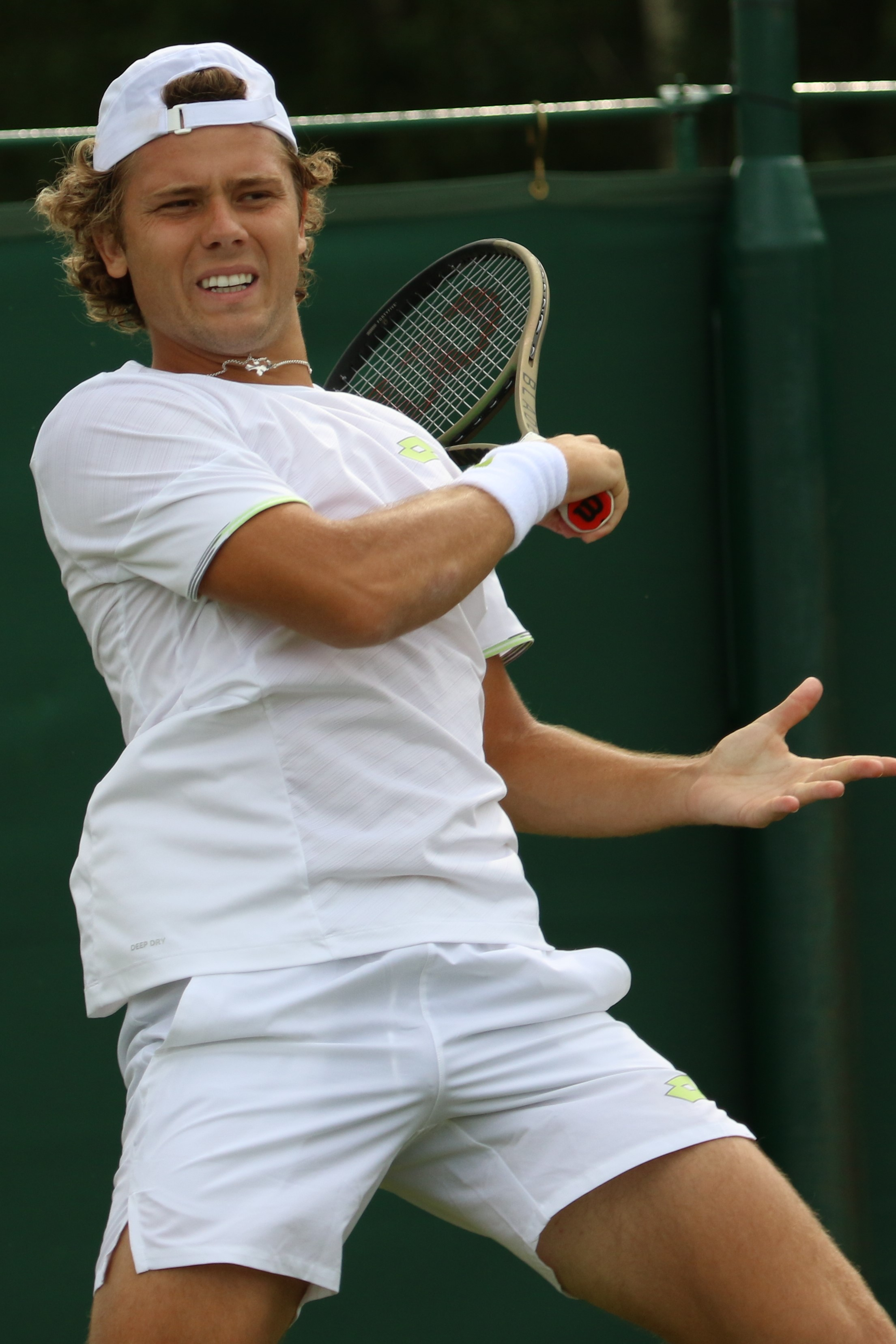
Aux qualifications de Wimbledon, qui se disputent à Roehampton, fin juin 2023.

Il clôture de belle manière sa saison 2023 par deux victoires supplémentaires en Challenger : d'abord à Shenzhen en Chine mi-octobre contre le Portugais Nuno Borges en finale (en deux jeux décisifs), puis fin novembre au Chili à Temuco,. Kovacevic termine cette saison 2023 avec quatre titres en Challenger et un classement de 110e joueur mondial à l'ATP.

#### 2024: Premier succès enMajeur, entrée dans le top 100 mais une confirmation difficile
Kovacevic débute logiquement sa saison 2024 en Australie où il participe aux qualifications de l'Open d'Australie, n'ayant pas le classement suffisant pour valider sa place dans le tableau principal. Néanmoins il hérite du statut de tête de série numéro sept du tournoi de qualification qui débute le 9 janvier. Aleksandar parvient pour la première fois de sa carrière à sortir des qualifications d'un Grand Chelem en battant respectivement, aux 1er, 2e et 3e tours, le Belge Gauthier Onclin, l'Ukrainien Vitaliy Sachko puis enfin le Japonais Shintaro Mochizuki, la tête de série 27 du tableau. Le tirage au sort du grand tableau le fait affronter Alejandro Tabilo au premier tour, fraîchement vainqueur du tournoi d'Auckland. À deux sets à un pour le joueur Chilien, Kovacevic arrive à pousser la rencontre en cinq sets en remportant la quatrième manche six jeux à un. C'est alors le tout premier match officiel de la carrière de l'américain qu'il dispute en cinq manches. Il réussit finalement à passer devant et s'impose six jeux à trois dans l'ultime set. Score final : 62-7, 7-67, 1-6, 6-1, 6-3 en 3 heures et 22 minutes. Il s'agit ainsi de sa première victoire en Majeur après sa septième participation. Il s'incline au deuxième tour en quatre manches contre le joueur Russe Karen Khachanov, tête de série numéro quinze du tournoi sur le score de 4-6, 3-6, 6-4, 3-6. Ce beau parcours Australien lui ouvre enfin le top 100, dont il a à plusieurs reprises ,en 2023, failli percer. A l'issue du Grand Chelem Australien, il pointe au 85e rang mondial à l'ATP.
Suite à sa tournée Australienne réussie il change de nouveau d'entraîneur en embauchant l'Argentin Dante Bottini. Ce dernier ayant fraîchement collaboré avec de très grands joueurs comme le Bulgare Grigor Dimitrov ou plus anciennement l'ex numéro quatre au monde le Japonais Kei Nishikori ,.
Le bon début de saison se poursuit pour Aleksandar avec un nouveau quart de finale au tournoi de Los Cabos, déplacé en février cette année là. Puis la semaine qui suit avec un huitième de finale, après être sorti des qualifs, à l'ATP 500 d'Acapulco.
En mars c'est l'heure du "sunshine double" où Kovacevic bénéficie une nouvelle fois d'une wildcard à Indian Wells. Il perd d'entrée de nouveau contre le Chinois Zhizhen Zhang, le 50e mondial, après avoir mené un set à zéro (7-62, 3-6, 5-7). À Miami il dispute une nouvelle fois les qualifications et en sort assez facilement. Néanmoins il est encore défait au premier tour, cette fois-ci contre le joueur Hongrois Fábián Marozsán, sèchement, sur le score de 3-6, 2-6 en seulement 1 heure et 7 minutes.
Début avril il participe au dernier tournoi au "Nouveau Monde", avant la longue partie de saison qui se joue en Europe, à Houston au Texas en catégorie 250. Aleksandar gagne son premier tour contre l'Australien Thanasi Kokkinakis en trois sets très disputés sur le score de 7-63, 62-7, 6-4 et en un peu plus de trois heures de jeu. Il est battu ensuite, au deuxième tour, par Jordan Thompson en 3 heures et 35 minutes, malgré trois balles de match, dans ce qui est encore à ce jour le match le plus long de l'histoire du tournoi dans l'Ère Open (6-4, 61-7, 67-7). Ce match marque aussi le début d'une longue série de défaite en grand tableau pour Kovacevic qui va le mener tristement jusqu'à l'été : il s'incline ainsi consécutivement aux premiers tours de Bucarest (250), Madrid, Aix en Provence et Bordeaux (CH 175), Genève, Roland-Garros et enfin Wimbledon. Soit sept défaites consécutives en tableau final et pour conséquence une sortie du top 100.
Aleksandar inverse enfin sa mauvaise dynamique de retour aux États-Unis, en juillet, sur le gazon de Newport en atteignant les quarts de finale après avoir battu deux joueurs Français : Harold Mayot en deux sets (7-61, 6-4) puis Arthur Rinderknech en trois manches (6-3, 3-6, 7-5) respectivement 124e et 66e à l'époque,. Il s'agit alors de ses premières victoires dans un grand tableau et sur le circuit principal sur gazon, également les seules à ce jour. Grâce à ce résultat Kovacevic retrouve le top 100.
La dernière semaine de juillet, il dispute pour la première fois le grand tableau de l'ATP 500 de Washington où il gagne là aussi deux matches et atteint ainsi les huitièmes de finale. Il est battu par son compatriote et ami proche Frances Tiafoe, ex top 10 mondial, en trois sets (6-73, 6-4, 3-6).
Kovacevic connaît de nouveau une période compliquée en terme de résultats puisqu'il ne va remporter que trois petits matches et ce jusqu'à la fin de la saison (une victoire au premier tour de l'ATP 250 de Belgrade début novembre et deux victoires en Challenger en Amérique du Sud à la fin du mois). En dépit de sa mauvaise passe il atteint à l'issue de l'US Open son meilleur classement en carrière à cet instant : il monte pour quelques semaines entre 72e et 79e à l'ATP. 
C'est lors de cet US Open 2024 qu'Aleksandar, également inscrit dans le tableau de double mixte, grâce à une wildcard de l'organisation du tournoi, se hisse jusqu'en demi-finales aux cotés de sa compatriote de seulement 16 ans Tyra Caterina Grant. Ils sont battus par la paire tête de série numéro trois entièrement Italienne Errani/Vavassori en deux sets 3-6, 5-7. 
Il est par ailleurs entraîné durant le tournoi par l'ancien joueur pro Américain Hugo Armando et co-entraîneur de Tommy Paul,. 
Du fait de ses deux titres en Challenger remportés en fin d'année précédente et non défendus (Shenzhen et Temuco,), il sort à nouveau du top 100 et fini la saison 2024 à la place de 111e joueur mondial. Soit équivalent à son classement à l'issue de la saison 2023.

### 2025: Premières finales sur lecircuit principal, entrée dans le top 70
Aleksandar démarre sa saison 2025 à Melbourne pour disputer comme chaque année la première levée des tournois du Grand Chelem : l'Open d'Australie. Du fait de sa sortie à la fin de la saison précédente du top 100, il ne fait pas le "cut" pour entrer directement dans le grand tableau du tournoi. Il doit ainsi pour une troisième fois consécutive disputer les qualifications du Majeur Australien. Il passe son premier tour en deux sets mais s'incline dès le deuxième tour des qualifs contre le Belge Gauthier Onclin qu'il avait battu ici même l'année précédente d'entrée de tournoi. Il perd sur le score de 6-3, 65-7, 1-6.
Il est entraîné depuis cet Open d'Australie par l'ancien joueur Britannique Damion Jackson,.
Début février 2025, peu après un titre au Challenger d'Oeiras, il atteint une finale ATP à l'Open de Montpellier, perdue en trois sets contre le Canadien Félix Auger-Aliassime (2-6, 7-67, 62-7) après s'être issu des qualifications et avoir battu l'ancien vainqueur Alexander Bublik en quart et surtout le 10e mondial Andrey Rublev en demi-finale (7-5, 6-4).
Grâce à son beau parcours à Montpellier il rentre directement dans le grand tableau d'Indian Wells qui débute le 5 mars. Il joue l'Italien Matteo Arnaldi au premier tour et s'incline en 3 sets (3-6, 7-5, 6-4). Lors de la deuxième semaine du tournoi californien il dispute à Cap Cana un tout nouveau tournoi inscrit à l'ATP, en catégorie spéciale "CH 175". Il débute son tournoi face à l'italien Mattia Belluci qu'il écarte en deux manches (6-4, 6-4). Il enchaîne ensuite les victoires contre le Hongkongais Coleman Wong (6-2, 7-66) puis contre l'Allemand Daniel Altmaier en quart (4-6, 6-4, 6-3). En demi-finale il s'impose face à la tête de série une du tournoi dominicain, le Français Alexandre Müller, dans un gros combat en trois sets (6-4, 2-6, 7-65). En finale il affronte le bosnien Damir Džumhur, ex 23e mondial. Il remporte le match et donc le tournoi sur le score de 6-2, 6-3. Il s'agit de son plus grand titre en carrière jusqu'à présent. Cette victoire lui permet de monter 79e à l'ATP, se rapprochant de son meilleur classement en simple (72e en septembre 2024).
La semaine suivante il dispute le Masters 1000 de Miami où il rentre également grand tableau. Il se retrouve au premier tour face au Serbe Miomir Kecmanović (ex 27e mondial). Il s'incline en 1 heure et 32 minutes sur le score de 4-6, 4-6.
Kovacevic dispute à partir du 31 mars l'ATP 250 de Houston sur terre battue rouge. Il est opposé à la tête de série huit du tournoi, l'argentin Tomás Martín Etcheverry. Il s'impose en deux sets 6-3, 6-4. Au deuxième tour il affronte le joueur français Corentin Denolly, 283e mondial et issu des qualifications. Il gagne la rencontre sur le score de 6-3, 6-3. En quart de finale, il est opposé à son compatriote Jenson Brooksby (ex 33e mondial). Il est défait en trois sets (2-6, 6-3, 6-4).
Lors de la saison sur terre battue européenne, Aleksandar perd d'entrée aux Masters 1000 de Madrid et Rome (première participation) ainsi qu'à l'ATP 500 de Hambourg la semaine précédant Roland-Garros. Il est défait respectivement par Juan Manuel Cerúndolo, le frère de Francisco (6-3, 5-7, 2-6), l'Espagnol Carlos Taberner (3-6, 6-1, 5-7) et le numéro trois mondial et Allemand Alexender Zverev (1-6, 65-7),, .
À Roland-Garros il affronte le "lucky loser" et Argentin Agustín Federico Gómez classé 139e à l'ATP. Malgré un premier set remporté il s'incline sur le score de 6-4, 4-6, 4-6, 1-6. Fin juin Kovacevic dispute son deuxième grand tableau à Wimbledon. Il hérite une nouvelle fois d'un lucky loser : le Hongrois et vétéran Márton Fucsovics ex 31e joueur mondial. En dépit d'une égalisation à deux manches partout en remportant le quatrième set sept jeux à cinq, il cède au cinquième quatre jeux à six et perd ainsi le match sur le score final de 3-6, 7-65, 1-6, 7-5, 6-4 en 3 heures et 41 minutes. Il s'agit alors de son deuxième match en carrière en cinq sets joués, après sa victoire contre Alejandro Tabilo l'année précédente à Melbourne, et de son plus long en carrière jusqu'à présent.
Le 20 juillet, il joue sa deuxième finale sur le circuit ATP, à Los Cabos en catégorie 250 au terme d'un gros parcours. Mis en difficulté par le Libanais Hady Habib (6-1, 3-6, 6-3), il s'impose en deux manches contre le local invité Luis Carlos Alvarez (7-5, 6-4) et l'Argentin Juan Pablo Ficovich (6-3, 6-1). Il retrouve Andrey Rublev, toujours numéro dix mondial et l'élimine de nouveau (3-6, 6-4, 6-4) pour jouer le Canadien Denis Shapovalov, titré à Dallas en février, en finale. Son adversaire s'impose (4-6, 2-6). Cette deuxième finale en carrière sur le grand circuit lui permet de pointer au 66e rang mondial, son meilleur classement à ce jour,.
Il participe dès le mardi suivant au tournoi de Washington (catégorie 500). Il dispose du français Quentin Halys au premier tour en trois sets avant de s'incliner face à son ami et local du tournoi Frances Tiafoe sur le score de 5-7, 6-3, 3-6.

## Palmarès

### Finales en simple messieurs
| No | Date       | Nom et lieu du tournoi                           | Catégorie | Dotation  | Surface    | Vainqueur             | Score           |          |
| -- | ---------- | ------------------------------------------------ | --------- | --------- | ---------- | --------------------- | --------------- | -------- |
| 1  | 27-01-2025 | Open Occitanie, Montpellier                      | ATP 250   | 596 035 € | Dur (int.) | Félix Auger-Aliassime | 6-2, 67-7, 7-62 | Parcours |
| 2  | 14-07-2025 | Mifel Tennis Open by Telcel Oppo, Cabo San Lucas | ATP 250   | 889 890 $ | Dur (ext.) | Denis Shapovalov      | 6-4, 6-2        | Parcours |

## Parcours dans les tournois duGrand Chelem

### En simple
| Année | Open d'Australie | Open d'Australie | Internationaux de France | Internationaux de France | Wimbledon       | Wimbledon        | US Open         | US Open           |
| ----- | ---------------- | ---------------- | ------------------------ | ------------------------ | --------------- | ---------------- | --------------- | ----------------- |
| 2021  | —                | —                | —                        | —                        | —               | —                | Q3              | Marco Trungelliti |
| 2022  | —                | —                | —                        | —                        | —               | —                | Q1              | Dennis Novak      |
| 2023  | Q1               | Carlos Taberner  | 1er tour (1/64)          | Novak Djokovic           | Q3              | Enzo Couacaud    | Q2              | Eliot Spizzirri   |
| 2024  | 2e tour (1/32)   | Karen Khachanov  | 1er tour (1/64)          | Grigor Dimitrov          | 1er tour (1/64) | Daniil Medvedev  | 1er tour (1/64) | Frances Tiafoe    |
| 2025  | Q2               | Gauthier Onclin  | 1er tour (1/64)          | F. Agustín Gómez         | 1er tour (1/64) | Márton Fucsovics |                 |                   |

N.B. : à droite du résultat se trouve le nom de l'ultime adversaire.

### En double
| Année | Open d'Australie | Open d'Australie | Internationaux de France | Internationaux de France | Wimbledon | Wimbledon | US Open                                                                            | US Open |
| ----- | ---------------- | ---------------- | ------------------------ | ------------------------ | --------- | --------- | ---------------------------------------------------------------------------------- | ------- |
| 2023  | —                | —                | —                        | —                        | —         | —         | 1er tour (1/32) N. Moreno \|\| style="text-align:left;" \| A. Golubev R. Safuillin |         |

N.B. : le nom du partenaire se trouve sous le résultat ; les noms des ultimes adversaires se trouvent à droite.

## Parcours dans lesMasters 1000
| Année | Indian Wells        | Miami                  | Monte-Carlo | Madrid                   | Rome                 | Canada            | Cincinnati             | Shanghai           | Paris |
| ----- | ------------------- | ---------------------- | ----------- | ------------------------ | -------------------- | ----------------- | ---------------------- | ------------------ | ----- |
| 2023  | 1er tour M. Giron   | 2e tour F. Cerúndolo   | —           | —                        | —                    | —                 | —                      | 1er tour C. Garín  | —     |
| 2024  | 1er tour Zhang Z.   | 1er tour F. Marozsán   | —           | 1er tour H. Medjedović   | —                    | —                 | 1er tour F. Auger      | 1er tour T. Atmane | —     |
| 2025  | 1er tour M. Arnaldi | 1er tour M. Kecmanović | —           | 1er tour J. M. Cerúndolo | 1er tour C. Taberner | 1er tour T. Boyer | 1er tour H. Medjedović |                    |       |

N.B. : sous le résultat se trouve le nom de l’ultime adversaire.

## Victoires sur le top 10
Toutes ses victoires sur des joueurs classés dans le top 10 de l'ATP lors de la rencontre.
| Légende      |
| Grand Chelem |
| Masters 1000 |
| 500 Series   |
| 250 Series   |

| # | A.K.   | Tournoi        | Année | Surface    | Adversaire    | Rang  | Tour | Score         |
| - | ------ | -------------- | ----- | ---------- | ------------- | ----- | ---- | ------------- |
| 1 | no 102 | Montpellier    | 2025  | Dur (int.) | Andrey Rublev | no 10 | 1/2  | 7-5, 6-4      |
| 2 | no 76  | Cabo San Lucas | 2025  | Dur        | Andrey Rublev | no 10 | 1/2  | 3-6, 6-4, 6-4 |

## Classements ATP en fin de saison
| Année          | 2017 | 2018 | 2019 | 2020 | 2021 | 2022 | 2023 | 2024 |
| Rang en simple | 1858 | 1581 | 548  | 524  | 353  | 160  | 110  | 111  |
| Rang en double | –    | 1248 | 839  | 867  | 659  | 291  | 442  | –    |

Source : (en) Classements de Aleksandar Kovacevic sur le site officiel de la Fédération internationale de tennis